# 少年法庭

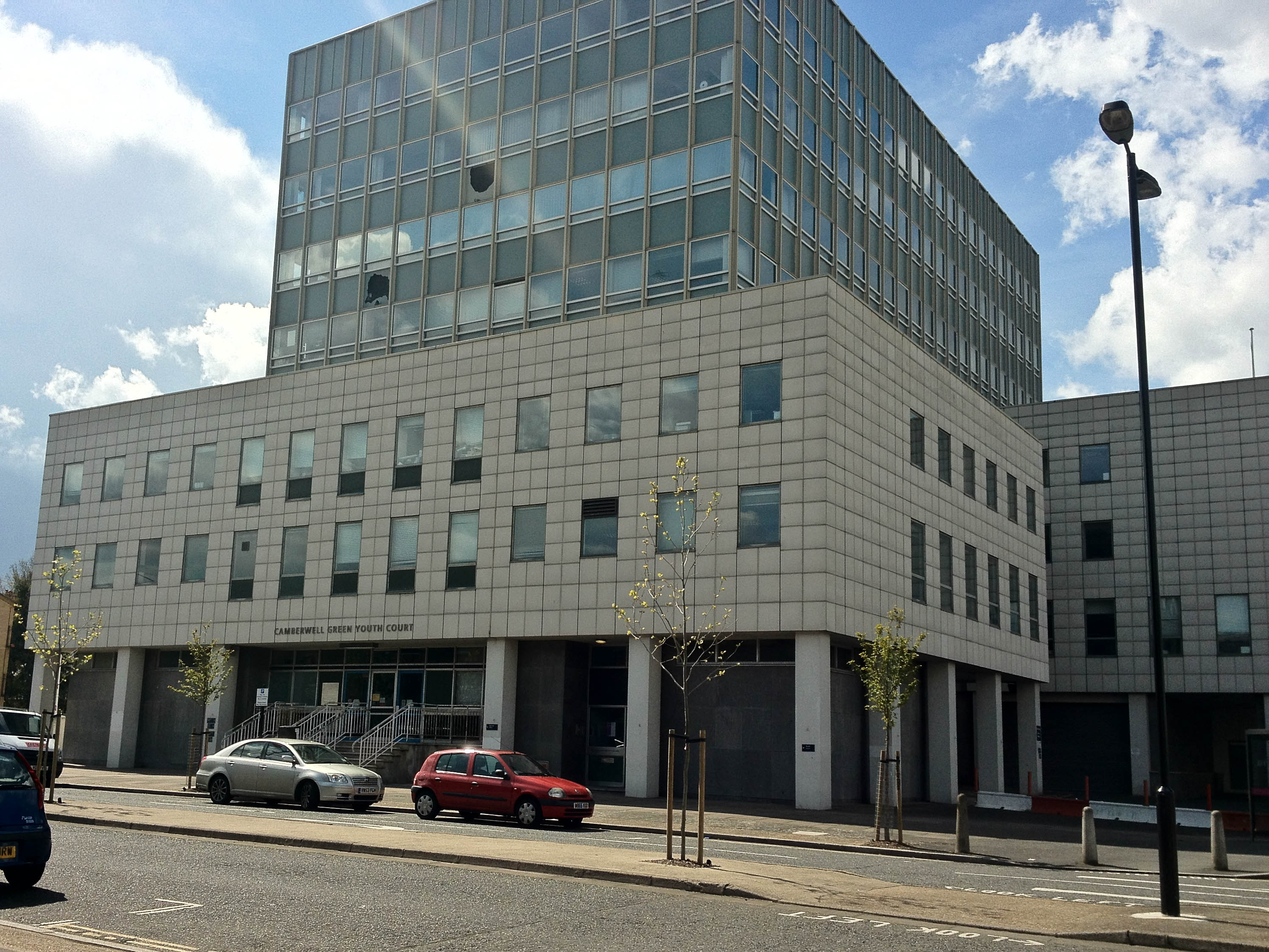
坎伯韋爾的少年法庭

少年法庭，又作兒童法庭，是專門處理未成年罪犯的法庭。大部分現代司法系統中未成年者犯罪時將與成人有不同處置方式。
不同國家對未成年犯罪有不同處置方式，有些國家嚴格分開兩者，而部分則可從普通法庭起訴犯有嚴重罪行的未成年人。1970年代起，英美皆曾以對抗越加嚴重的少年犯罪為由而於普通法庭起訴未成年人。英國可從普通法庭起訴犯有強姦、謀殺等罪行的未成年人。而直至2007年為止，美國則未有上述起訴方式的實際數字。澳洲及日本等國則處於發展階段。